# InGen
International Genetic Technologies, Inc (InGen) es una empresa multinacional ficticia estadounidense de bioingeniería y biotecnología que aparece en los libros y películas de Jurassic Park.
Es la empresa responsable de la investigación que creó a los dinosaurios del Parque Jurásico en la Isla Nublar y del Sitio B en la Isla Sorna. Dichas islas, según la novela, fueron alquiladas al gobierno de Costa Rica por un contrato de 99 años para la investigación y clonación de dinosaurios, cuya investigación duro 5 años.
El lema de InGen es We Make Your Future (Hacemos su futuro). Su sede está en Palo Alto, California.

## Creación
Entre septiembre de 1983 y noviembre de 1985, John Hammond, un magnate de casi setenta años y titular de una institución de prestigio que otorga becas para el estudio llamada Fundación Hammond, junto con el abogado Donnald Gennaro consiguieron ochocientos setenta millones de dólares para la creación de InGen y así financiar la investigación genética sobre dinosaurios y traerlos de nuevo a la vida.
El proyecto fue realizado en secreto, diciendo al gobierno que estaban construyendo una reserva biológica. Pero comenzaron a aparecer nuevas especies de lagarto en Costa Rica que mordían a bebés y a ancianos, y la Agencia de Protección Ambiental de EE. UU. se empezó a preocupar.
En 1998, es adquirida por la compañía Masrani, quienes deciden, entre 2002 y 2004, rehacerse con el control de la isla Nublar, y construyen en la isla el parque temático Jurassic World, abierto al público, hasta el año 2015, tras después de 10 años de funcionamiento, crean un dinosaurio híbrido que finalmente escapa, y obliga a evacuar la isla.

## Operación en Isla Sorna
Isla Sorna una isla ficticia situada a 333 kilómetros de Costa Rica y de la Isla Nublar, era propiedad de los alemanes en los años 20 para explotar el subsuelo.
Ingen, en los años 80 comenzó a hacer viajes a la isla para construir una especie de "granja de producción" para la creación de dinosaurios, en la que hacían experimentos necesarios para la clonación, estudios del comportamiento de los dinosaurios, la administración de medicamentos, la reparación del ADN... y cuando los dinosaurios crecían los enviaban al Parque Jurásico.
Poco después del incidente en la isla de Nublar, el huracán Clarisa arrasó la isla, teniéndola que evacuar y dejando a los animales libres.

## Operación en Isla Nublar
Isla Nublar es una isla que se encuentra a 120 millas de Costa Rica y a 87 millas de la ficticia Isla Sorna.
InGen compró Isla Nublar, donde se construyó el parque temático de dinosaurios, Jurassic Park, diciendo al gobierno que lo convertiría en una reserva biológica, todo en secreto absoluto. Manteniendo un contacto constante por radio con sede InGen en California.
La isla es administrada con pocos empleados, siendo controlada por un sistema de super-computadoras. Los dinosaurios eran encerrados en cercas eléctricas, con fosos de cemento llenos de agua, siendo monitoreada por sensores de movimiento, cámaras, transporte aéreo y marítimo a los visitantes, que tendrían que refugiarse en caso de fuga. Aun así en los equipos había varios problemas.
Entre 2002 y 2004, con la ayuda de la compañía Masrani, se reconstruye la isla y lo nombran Jurassic World, con todos los sistemas de seguridad listos y funcionales todo mejorado, a la vez que un gran equipo de seguridad. El parque llegó a ser abierto para el público hasta el año 2015.

## Accidente en Isla Nublar
Cuando John Hammond comentaba a los inversores que la isla estaba casi lista, estos últimos le dijeron que prepararan una investigación sobre la viabilidad de la isla, en la cual asistieron, Alan Grant, paleontólogo, Ian Malcolm, matemático, Ellie Sattler, paleobotánica, Donald Gennaro, abogado representante de los inversores y los dos nietos de John Hammond, Alexis Murphy (Lex) y Timothy Murphy (Tim). En dicha investigación se les presenta el parque y suben en una atracción de safari en la que verán los diferentes dinosaurios de la isla.
Uno de los encargados informáticos que controlan la seguridad del parque, Dennis Nedry, es sobornado por la compañía rival de InGen, Biosyn, para que robe los embriones de dinosaurio y se los entregue al director de esta compañía y pagarle. Nedry decide desconectar los sistemas de seguridad para, así, entrar en la sala de embriones para poder llevárselos. Lo cual, hace que los dinosaurios puedan huir de sus cercas y vagar libremente por la isla. Lo que acaba en desastre, ya que muchos empleados acaban muriendo, incluyendo a Dennis que no tuvo la misma suerte de salir de la isla, luego de ser atacado por una Dilophosaurus.
En 2015, en Jurassic World, un dinosaurio híbrido llamado Indominus Rex escapa de su recinto, provocando el Caos en la isla, obligando a evacuar la isla, cerrar el parque y qué InGen tuviera que pagar millones de dólares por los daños colaterales a los sobrevivientes.

## Accidente en Isla Sorna
Cuatro años después de lo ocurrido en Isla Nublar, su presidente, John Hammond es relevado del mando por el Consejo a petición de su sobrino, Peter Ludlow, usando sus facultades para preservar y proteger el sitio B envía una expedición para documentar a los animales y poder así evitar el saqueo de la isla, dejando de lado a los inversores. Después del fracaso del parque y una serie de indemnizaciones a personas que murieron por los dinosaurios, InGen fue a la bancarrota, y para salvarla, muchos creían que los dinosaurios debían mostrarse de manera segura y ganadora, ya que Peter promete "enormes beneficios". A raíz de esto surge la idea de una expedición de caza muy bien organizada integrada por el famoso cazador Roland Tembo, de la empresa, que organiza el transporte de los dinosaurios al Jurassic Park: San Diego, lo cual, el Dr. Ian Malcolm (quién estuvo en la Isla Nublar) y sus compañeros querían evitar que los cazadores los sacarán de la isla.
Después de los desastrosos acontecimientos que rodean a los dinosaurios en el sitio B hay uno más grave, un T-rex (macho) suelto en San Diego. Tras esto, después de enviar al T-Rex y a su bebé, a la Isla Sorna y queda protegida, preservándose y abriéndose camino la vida, para que 4 años más tarde el paleontólogo Alan Grant va a la Isla Sorna en busca de un niño perdido a petición de sus padres, recreando nuevamente la pesadilla.
- Datos: Q2544805